# Colectivo Palma Verde
El Colectivo Palma Verde es una plataforma ciudadana de Palma (Mallorca, Islas Baleares) nacida en 2008.
La plataforma nació como reacción al recientemente inaugurado Parque de la Riera de Palma, que arrastraba numerosas deficiencias, y el posterior escándalo por malversación de fondos públicos por el que fue juzgado el principal impulsor del Parque: el concejal de Urbanismo del Ayuntamiento de Palma entre 2003 y 2007, Javier Rodrigo de Santos. Para los miembros del colectivo, esta zona verde fue concebida como fruto de la corrupción y fue planificado como un espacio fallido, como otras zonas verdes de la ciudad en aquellos años.
El colectivo concibe convertir el Parque de la Riera y el resto de terrenos de la llamada Cuña Verde de Palma (del que el Parque sólo era una parte) en un bosque urbano que se extendiera desde los terrenos del antiguo Canódromo hasta los terrenos del Tanatorio de Son Valentí. Por eso reivindica que los ciudadanos tengan la posibilidad de participar activamente en el enjardinamiento de la ciudad a través de acciones como plantaciones ciudadanas y sus reivindicaciones vienen acompañadas de charlas públicas, organizadas en los parques de diferentes barrios.
En 2018 lanzó la campaña Volem Bosc (Queremos Bosque) bajo el lema Más de 100 años esperando la cuña verde, donde entre otras peticiones pedía que el Parque de la Riera se convirtiera en parte del nuevo bosque urbano de la Cuña Verde, con miles de árboles.
En 2021 el colectivo se integró en la Mesa del Árbol de Palma, ente municipal de asesoramiento y seguimiento de las actuaciones municipales en materia de arbolado y las zonas verdes que junta la administración y los representantes de la sociedad civil.